# Maurice Tillieux
Maurice Tillieux, que firmaba como Tillieux, fue un autor de cómics belga de la llamada "escuela de Marcinelle". Nació en Huy (provincia de Lieja) el 7 de agosto de 1921 y murió prematuramente el 2 de febrero de 1978, de un accidente de coche. Fue el creador de la serie Gil Pupila.

## Biografía
Maurice Tillieux estudió para marino mercante, pero la Segunda Guerra Mundial frustró sus planes. Escribió una novela, Le navire qui tue ses capitaines (1943) y realizó caricaturas e ilustraciones para "Le Moustique".
En 1949 creó la serie policíaca Félix, que adaptó con el título de Gil Pupila para "Le Journal de Spirou". En esta última revista, realizaría labores de guionista para dibujantes como Francis (Marc Lebout et son voisin), Piroton (Jess Long), Roba (La Ribambelle) o Walthéry (Natacha).

## Obra
Gráficamente, Tillieux se puede considerar un exponente de la línea clara, aunque utilizara más a menudo que otros dibujantes de esta escuela los efectos de sombra y de luz. Pero su estilo se caracterizó sobre todo por la calidad de sus intrigas policíacas, con diálogos a la vez secos y humorísticos, así como por su capacidad en restituir la atmósfera de la Francia industriosa de los años 50, que impregna toda su obra. Apasionado de los automóviles, dibujó con talento la mayoría de los vehículos míticos de la posguerra.
Tillieux ejerció principalmente en dos dominios: la serie policíaca humorística, con sus creaciones Félix, Marco Jaguar y sobre todo Gil Pupila, y los chistes de media página con su antihéroe César y la serie Marc Lebut et son voisin, que presentaba las aventuras de un Ford T.